# Laghoualem
Laghoualem  (in arabo الغوالم‎?) è un centro abitato e comune rurale del Marocco situato nella provincia di Khémisset, regione di Rabat-Salé-Kénitra. Conta una popolazione di 12 219 abitanti (censimento 2014).